# Drama (EP)
Drama es el cuarto extended play (EP) del grupo femenino surcoreano Aespa, lanzado el 10 de noviembre de 2023 por SM Entertainment, en colaboración con Kakao Entertainment y Warner Music. Compuesto por seis pistas en su edición digital —y una adicional en su versión física—, el disco representa una nueva etapa en la evolución artística del grupo, tanto en términos musicales como narrativos, al expandir el universo conceptual del SM Culture Universe (SMCU) en el que Aespa está inmerso desde su debut. El sencillo principal, también titulado «Drama», combina elementos de hip hop y dance, y fue acompañado por un videoclip que rinde homenaje a diversas referencias cinematográficas.
El disco fue anunciado oficialmente el 10 de octubre de 2023, tras una serie de presentaciones en vivo de canciones inéditas durante la gira Synk: Hyper Line. La campaña promocional incluyó múltiples adelantos audiovisuales, teasers temáticos inspirados en dramas televisivos y una tienda emergente en Seúl. Desde su lanzamiento, Drama recibió elogios por su diversidad estilística, que abarca desde el pop acústico hasta el pop punk, y por su capacidad para mostrar la versatilidad vocal del grupo. Críticos especializados destacaron la cohesión del proyecto y su papel como puente entre etapas narrativas anteriores y futuras dentro del universo de Aespa.
En términos comerciales, el álbum debutó en el top 3 de Circle Album Chart en Corea del Sur y logró posicionarse en listas de ventas de más de una docena de países, incluyendo Japón, Estados Unidos, Reino Unido, Francia y Australia. Según el informe anual de la Federación Internacional de la Industria Fonográfica (IFPI), Drama fue el vigésimo álbum más vendido a nivel mundial en 2023, con más de 1.5 millones de unidades distribuidas. Su recepción crítica y comercial consolidó aún más la presencia global de Aespa y sentó las bases para su siguiente lanzamiento, Armageddon (2024).

## Antecedentes y lanzamiento
Tras la publicación de su tercer EP My World en mayo de 2023, Aespa emprendió su primera gira de conciertos titulada Synk: Hyper Line. Durante la misma, interpretaron por primera vez «Hot Air Balloon», «Yolo» y «Don't Blink», temas inéditos que más adelante formarían parte de Drama. Estas presentaciones generaron expectativas entre sus seguidores.

El 10 de octubre, durante una ceremonia de premiación, el grupo anunció su regreso previsto para el mes siguiente. Esto fue confirmado por SM Entertainment que dicho regreso se concretaría con el lanzamiento de Drama. En los días siguientes, la agencia reveló un calendario promocional detallado que incluía muestras visuales, vídeos conceptuales y avances de audio. El 30 de octubre, se publicó un avance del concepto, que mostraba un enfoque más oscuro en comparación con trabajos anteriores. El 3 de noviembre, un popurrí permitió a los seguidores escuchar fragmentos de cada canción con una mezcla que incluía hip hop y dance. 

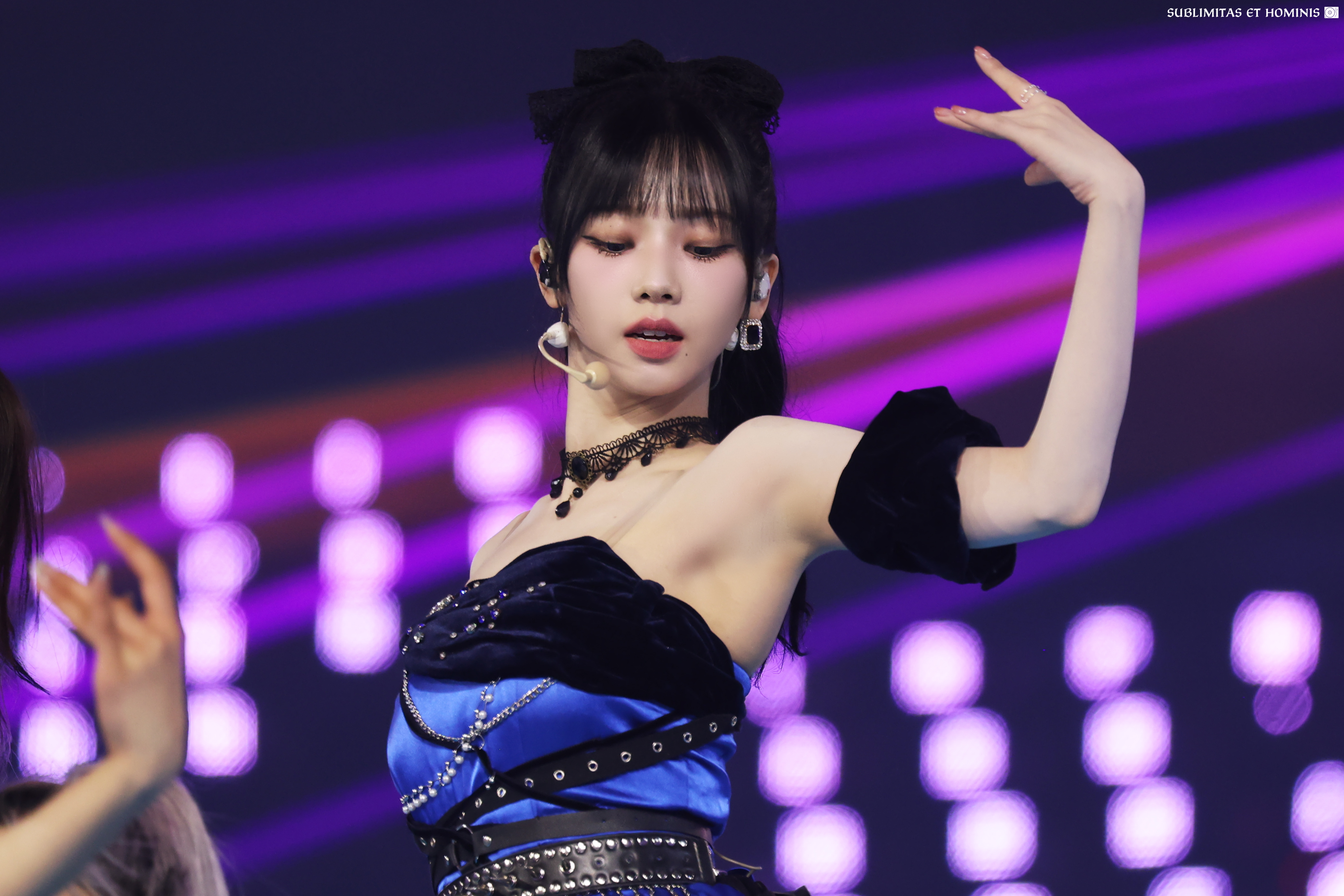
Karina interpretando «Drama» en SBS Gayo Daejeon en diciembre de 2023.

 Entre el 6 y el 7 de noviembre, se difundieron avances individuales protagonizados por cada integrante —Winter, Giselle, Karina y Ningning—, cada uno inspirado en géneros televisivos como el suspenso y el espionaje. El 9 de noviembre, se compartió un adelanto del videoclip de «Drama», sencillo principal del disco, seguido al día siguiente por el lanzamiento oficial del álbum. La campaña concluyó con una transmisión en vivo llamada «Aespa Drama Countdown Live», emitida por YouTube, TikTok y Weverse, donde las integrantes presentaron el material, comentaron detalles de su producción e interactuaron con los fanáticos.

### Sencillos y promoción
El lanzamiento de Drama fue precedido por el sencillo digital «Better Things», publicado el 18 de agosto de 2023. Descrito como una pista veraniega con influencias del dance y minimalista, la canción presentó un estilo diferente al de los anteriores lanzamientos del grupo y fue interpretada durante la gira Synk: Hyper Line en la etapa estadounidense. Aunque no fue incluido en el EP en su formato digital estándar, fue agregado como pista adicional en la edición física.
El sencillo principal «Drama» se lanzó el mismo día que el disco, el 10 de noviembre, junto con su videoclip. La canción presenta una producción intensa y una estructura con influencias de hip hop que resaltan las potentes voces del grupo. El videoclip hace referencias a películas como Matrix, Kill Bill, Sin City, Chicago y Spider-Man: Into the Spider-Verse, entre otras. El grupo presentó la canción por primera vez en el programa Music Bank de KBS el 10 de noviembre, seguido por presentaciones en Inkigayo, Show! Music Core, y otros programas musicales durante las semanas siguientes.

## Recepción

### Crítica
IZM valoró positivamente el enfoque narrativo del álbum, señalando que Drama «consolida la identidad de Aespa dentro del universo SMCU» y que su sonido «oscila entre la teatralidad y la introspección», con una producción que «apuesta por la intensidad sin perder claridad melódica».
La revista británica Clash describió el EP como «una expansión del universo de Aespa», destacando su energía eléctrica y la mezcla de géneros como el pop, el rock y el hyperpop. Según la reseña, el grupo «proyecta una dimensión deslumbrante» y demuestra una versatilidad creciente en su propuesta musical. Por su parte, AllMusic calificó el disco como «un miniálbum enérgico y seguro de sí mismo», subrayando su capacidad para mantener el interés a lo largo de su corta duración.
Album of the Year le otorgó una puntuación promedio de 70 sobre 100, basada en reseñas de medios especializados, mientras que el público le asignó una valoración más moderada, con un promedio de 64 puntos sobre 100. En contraste, Dork Magazine consideró que Drama «pierde el rumbo en su segunda mitad», aludiendo a una falta de cohesión temática y narrativa en comparación con trabajos anteriores del grupo.

### Comercial
Drama tuvo un buen desempeño tanto en Corea del Sur como a nivel internacional. En su primera semana, el EP vendió 1.13 millones de copias según Hanteo Chart, lo que convirtió a Aespa en el primer grupo femenino en la historia de la lista en superar el millón de copias vendidas en la primera semana con tres álbumes distintos. Junto con Girls (2022) y My World (2023), Drama se convirtió en el tercer álbum del grupo en superar el millón de copias vendidas.
En plataformas digitales, Drama tuvo un impacto notable en iTunes. Tras su lanzamiento, el EP alcanzó el primer lugar en países como Camboya, Macao, Tailandia, Uzbekistán y Vientam, y se ubicó entre los primeros 10 en Indonesia, Malasia, Singapur, Brasil y Japón, entre otros.

## Lista de canciones
- Créditos adaptados de Melon.[30]

| Drama – Descarga digital / streaming |                   |                                                     |                                                                                            |                                                          |          |  |
| N.º                                  | Título            | Letras                                              | Música                                                                                     | Arreglos                                                 | Duración |  |
| 1.                                   | «Drama»           | Bang Hye-hyun (JamFactory), Ellie Suh (153/Joombas) | No Identity, Waker (153/Joombas), Ejae, Charlotte Wilson                                   | No Identity                                              | 3:35     |  |
| 2.                                   | «Trick or Trick»  | Kim Min-ji (JamFactory)                             | Kristin Langsrud, August Dagestad, Johanne Lid, Stian Nyhammer Olsen                       | Stian Nyhammer Olsen                                     | 2:55     |  |
| 3.                                   | «Don't Blink»     | Hwang Yu-bin (VeryGoods)                            | Dillon Deskin, Tima Dee, Deanna Villarreal                                                 | Dillon Deskin                                            | 2:49     |  |
| 4.                                   | «Hot Air Balloon» | Jo Yoon-kyung                                       | Moa "Cazzi Opeia" Carlebecker, Ellen Berg, Alysa, Nermin Harambasic, Stian Nyhammer Olsen  | Stian Nyhammer Olsen, Alysa                              | 3:19     |  |
| 5.                                   | «Yolo»            | Na Yun-jeong (Lalala Studio)                        | Albi Albertsson (Clarity-X), Anna Timgren                                                  | Albi Albertsson (Clarity-X)                              | 3:09     |  |
| 6.                                   | «You»             | Lee O-neul                                          | Jake K (Artiffect), Maria Marcus, MCK (Artiffect), St_Knox (Artiffect), Louise Frick Sveen | Jake K (Artiffect), MCK (Artiffect), St_Knox (Artiffect) | 3:23     |  |
| 19:11                                |                   |                                                     |                                                                                            |                                                          |          |  |

| Drama – CD |                 |                             |                             |                             |          |  |
| N.º        | Título          | Letras                      | Música                      | Arreglos                    | Duración |  |
| 1.         | «Better Things» | Leroy Clampitt, Rachel Keen | Leroy Clampitt, Rachel Keen | Leroy Clampitt, Rachel Keen | 3:23     |  |
| 22:34      |                 |                             |                             |                             |          |  |

## Créditos y personal
- Créditos adaptados del fotolibro del disco. «Better Things» no está incluido.[31]

Estudio
- SM Yellow Tail Studio – grabación, ingeniería de mezcla (canción 1), edición digital (canciones 1 y 5)
- SM Big Shot Studio – grabación (canciones 1–3), ingeniería de mezcla (canción 2), edición digital, mezcla (canción 3)
- SM SSAM Studio – grabación (canciones 1 y 6)
- SM LVYIN Studio – grabación, ingeniería de mezcla, mezcla (canción 4), edición digital (canción 6)
- Golden Bell Tree Sound – grabación (canción 4)
- SM Blue Cup Studio – grabación, mezcla (canción 5)
- SM Starlight Studio – grabación (canción 6), edición digital, mezcla (canción 2)
- Seoul Studio – grabación (canción 6)
- SM Blue Ocean Studio – mezcla (canciones 1 y 6)
- 821 Sound – masterización (todas las canciones)

Personal
| - SM Entertainment – productor ejecutivo - Park Sun-young – dirección creativa - Lee Sung-soo – dirección de A&R - Tak Young-jun – dirección de propiedad intelectual - Jang Cheol-hyuk – supervisor ejecutivo - Aespa – voz principal y coros (todas las canciones) - Bang Hye-hyun (JamFactory) – letra (canción 1) - Ellie Suh (153/Joombas) – letra (canción 1) - No Identity – producción, composición, arreglos, bajo, teclados, sintetizador, programación de batería (canción 1) - Waker (153/Joombas) – composición, teclados (canción 1) - Ejae – composición, coros (canción 1) - Charlotte Wilson – composición (canción 1) - Kim Min-ji (JamFactory) – letra (canción 2) - Kristin Langsrud – composición, coros (canción 2) - August Dagestad – composición (canción 2) - Johanne Lid – composición (canción 2) - Stian Nyhammer Olsen – producción, composición, arreglos (canciones 2 y 4), coros (canción 2) - Hwang Yu-bin (VeryGoods) – letra (canción 3) - Dillon Deskin – producción, composición, arreglos (canción 3) - Tima Dee – composición (canción 3) - Deanna Villarreal – composición (canción 3) - Jo Yoon-kyung – letra (canción 4) - Moa "Cazzi Opeia" Carlebecker – composición (canción 4) - Ellen Berg – composición (canción 4) - Alysa – producción, composición, arreglos (canción 4) - Nermin Harambasic – composición (canción 4) - Na Yun-jeong (Lalala Studio) – letra (canción 5) - Albi Albertsson (Clarity-X) a.k.a. Mussashi – producción, composición, arreglos (canción 5) - Anna Timgren – composición, coros (canción 5) - Lee O-neul – letra (canción 6) | - Jake K (Artiffect) – productor, composición, arreglos, dirección vocal, bajo, guitarra, piano, sintetizador (canción 6) - Maria Marcus – composición, coros (canción 6) - MCK (Artiffect) – productor, composición, arreglos, guitarra, piano, sintetizador (canción 6) - St_Knox (Artiffect) – productor, composición, arreglos, guitarra, piano, sintetizador (canción 6) - Louise Frick Sveen – composición (canción 6) - Deez – dirección vocal (canción 1) - Red Anne – dirección vocal, coros (canción 2) - Kriz – dirección vocal (canción 3) - MinGtion – dirección vocal (canción 4) - Kim Jin-hwan – dirección vocal (canción 5) - Kim Kwang-hoon – guitarra (canción 6) - Nile Lee – dirección de cuerdas, arreglos de cuerdas (canción 6) - On The String – cuerdas (canción 6) - Noh Min-ji – grabación, ingeniería de mezcla (canción 1), edición digital (canciones 1 y 5) - Lee Min-kyu – grabación (canciones 1–3), ingeniería de mezcla (canción 2), edición digital, mezcla (canción 3) - Kang Eun-ji – grabación (canciones 1 y 6) - Lee Ji-hong – grabación, ingeniería de mezcla, mezcla (canción 4), edición digital (canción 6) - Kim Kwang-min – grabación (canción 4) - Jung Eui-seok – grabación, mezcla (canción 5) - Jeong Yoo-ra – grabación (canción 6), edición digital, mezcla (canción 2) - Jeong Ki-hong – grabación (canción 6) - Choi Da-in – grabación (canción 6) - Kang Sun-young – edición digital (canción 1) - Woo Min-jeong – edición digital (canción 2) - Jang Woo-young – edición digital (canción 4) - Kim Cheol-sun – mezcla (canciones 1 y 6) - Kwon Nam-woo – masterización (todas las canciones) |

## Posicionamiento en listas
| Lista (2023)                          | Mejor posición |
| ------------------------------------- | -------------- |
| Australia (ARIA)                      | 4              |
| Corea del Sur (Circle)                | 3              |
| Croacia (HDU)                         | 5              |
| Escocia (OCC)                         | 43             |
| España (PROMUSICAE)                   | 79             |
| Estados Unidos (Billboard 200)        | 33             |
| Estados Unidos (US World Albums)      | 2              |
| Francia (SNEP)                        | 30             |
| Hungría (MAHASZ)                      | 19             |
| Japón ([Oricon\|Oricon Album Chart]]) | 5              |
| Japón (Oricon Combined Albums)        | 5              |
| Japón (Japanese Hot Albums)           | 5              |
| Polonia (ZPAV)                        | 28             |
| Portugal (AFP)                        | 5              |
| Reino Unido (UK Album Downloads)      | 10             |
| Reino Unido (UK Albums Sales)         | 33             |
| Reino Unido (UK Physical Albums)      | 45             |

| Lista (2023)           | Mejor posición |
| ---------------------- | -------------- |
| Corea del Sur (Circle) | 5              |
| Japón (Oricon)         | 19             |

| Lista (2023)           | Mejor posición |
| ---------------------- | -------------- |
| Corea del Sur (Circle) | 25             |

## Certificaciones
| País          | Organismo certificador | Certificación | Ventas certificadas | Ref.   |
| ------------- | ---------------------- | ------------- | ------------------- | ------ |
| Corea del Sur | KMCA                   | Millón        | 1 000               | [ 52 ] |